# Brian Murphy
Brian Murphy (Ventnor,  Inglaterra, 25 de septiembre de 1932-Kent, Inglaterra, 2 de febrero de 2025) fue un actor británico.

## Biografía
Aunque fue un actor prolífico en muchas películas y en teatro, producciones durante casi medio siglo, es más conocido por su papel de George Roper en la serie británica Un hombre en casa y sobre todo por el spin-off George y Mildred.
En los años 1970, Murphy combinó su trabajo de teatro con apariciones en programas de televisión como The Avengers, Z Cars y Dixon of Dock Green, antes de trabajar en el papel que le daría la fama.
En Un hombre en casa, Murphy interpretó al perezoso George Roper, portero (George prefiere decir casero) de una casa en cuyo piso de arriba habitan un joven y dos chicas. Su esposa, Mildred, fue interpretada por Yootha Joyce. Contrastaba el afán de la esposa dominante por ascender socialmente, con el deseo de George por una vida fácil y tranquila. Cuando Un hombre en casa alcanzó su final en 1976, se creó un spin-off para Murphy y Joyce, llamado George y Mildred. Este duró cinco temporadas, hasta 1979.
Yootha falleció en 1980 como consecuencia de un fallo hepático, resultado trágico de años de alcoholismo crónico. Murphy, que estaba en ese momento a su lado como amigo más cercano, quedó muy afectado. Volvió posteriormente al teatro, pero ha actuado esporádicamente en televisión, con papeles memorables en Lame Ducks (como investigador privado), The Bill (como un vagabundo borracho vestido de elfo) y Last of the Summer Wine (como Alvin Smedley), entre otras incontables apariciones. Su aparición regular más reciente ha sido en The Catherine Tate Show.
Ha sido doblado habitualmente al español por el actor Rafael de Penagos.